# Фонотипический алфавит

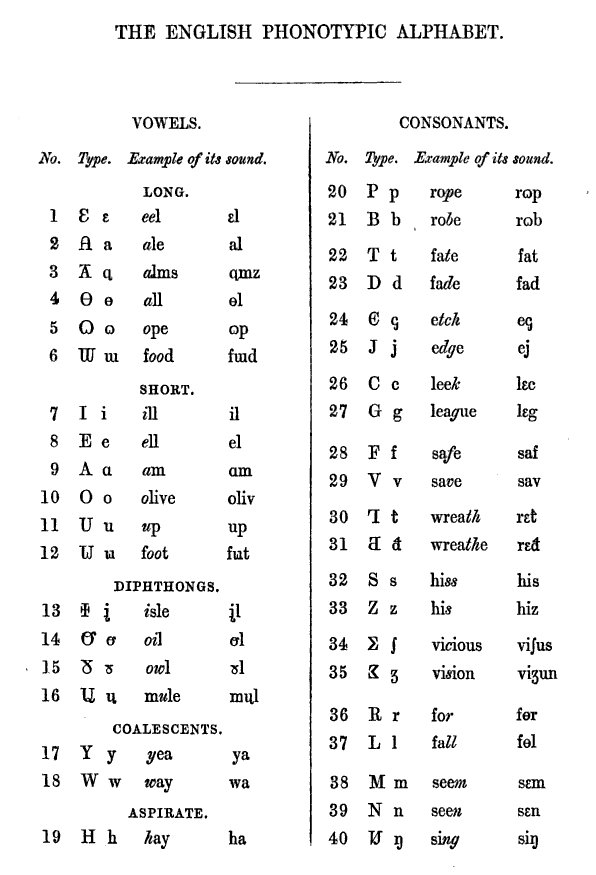
Перечень знаков фонотипического алфавита

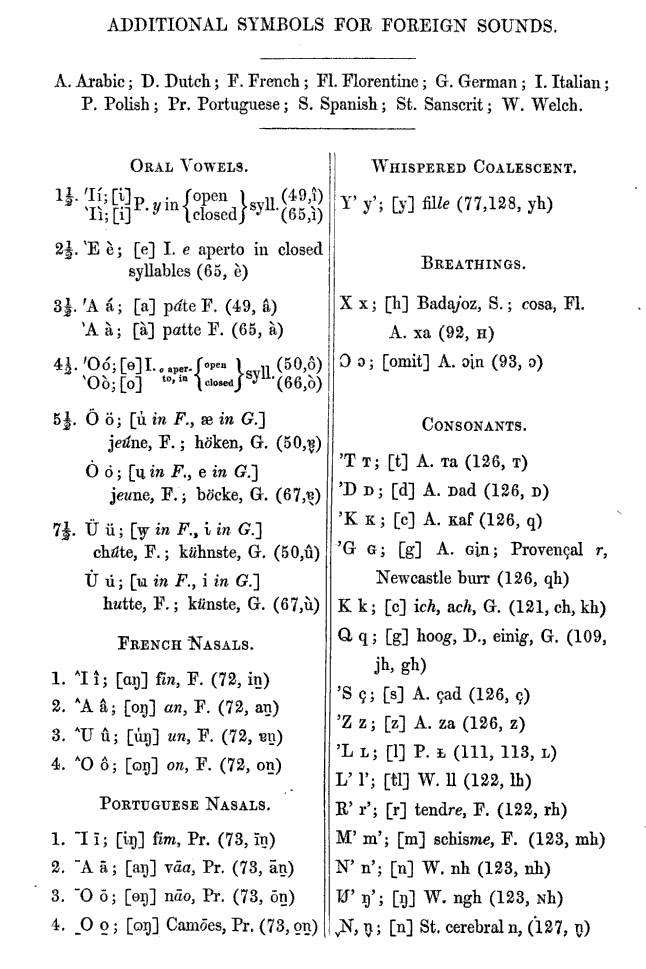
Дополнительные символы для языков, кроме английского — 1845.

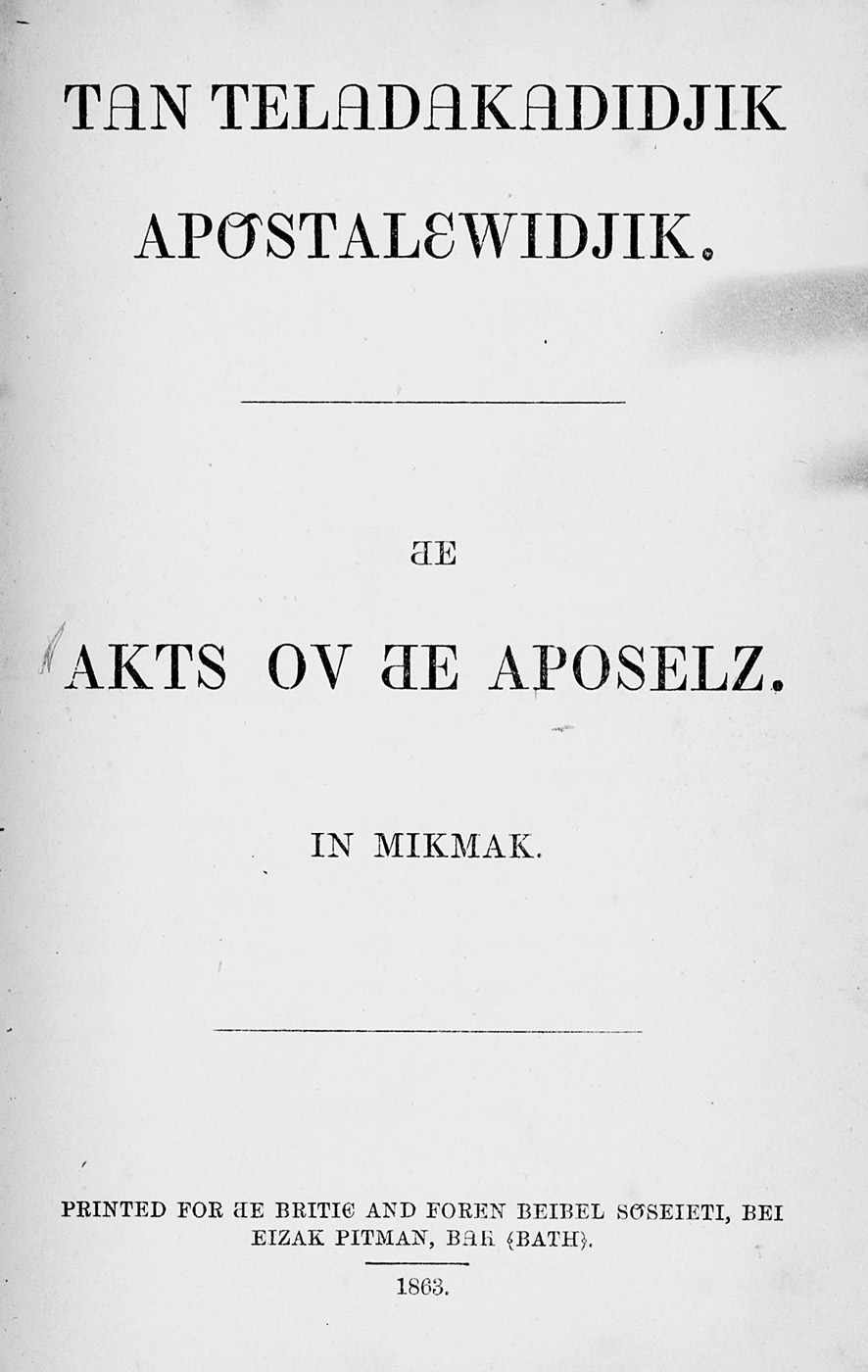
Параллельний перевод Библии на языке микмак и на английском, записанном алфавитом Питмана-Эллиса

Фонотипический алфавит — фонетический алфавит, созданный Айзеком Питманом и Александром Джоном Эллисом для того, чтобы передавать английское произношение.

## История
Оригинальная версия его была создана в 1845 году. Вскоре он был расширен для санскрита, немецкого, итальянского, арабского, испанского, французского, голландского, польского, португальского, тосканского и валлийского языков.
Эксперименты подобного рода проводились неоднократно, например Уильямом Буллокаром (англ. William Bullokar) в 1580 или Джоном Р. Мэлоуном в 1957. Фонотипический алфавит Питмана выделяется из ряда этих попыток по нескольким причинам:
- Он активно продвигался в течение 40 лет, с 1847 по 1888.
- Он был использован в одном из самых первых систематических фонетических словарей английского языка в 1855 году.[5]
- Алфавит использовался помимо фонетического словаря, количество набранных им страниц оценивается тысячами.
- Он также сыграл важную роль в истории Международного фонетического алфавита.